# Rok Petrović
Rok Petrović (Liubliana, 5 de febrero de 1966 - Korčula, 16 de septiembre de 1993) fue un esquiador esloveno, ganador de una Copa del Mundo en la disciplina de Eslalon y 5 victorias en la Copa del Mundo de Esquí Alpino (con un total de 9 podiums).
Falleció en un accidente buceando en la isla croata de Korčula, donde descansaba antes de presentar su tesis universitaria.

## Resultados

### Juegos Olímpicos de Invierno
- 1988 en Calgary, Canadá
  - Eslalon Gigante: 9.º
  - Eslalon: 11.º

### Campeonatos Mundiales
- 1985 en Bormio, Italia
  - Eslalon Gigante: 7.º
- 1987 en Crans-Montana, Suiza
  - Eslalon Gigante: 12.º
  - Eslalon: 15.º

### Copa del Mundo

#### Clasificación general Copa del Mundo
- 1984-1985: 30.º
- 1985-1986: 7.º
- 1986-1987: 33.º
- 1987-1988: 69.º
- 1988-1989: 68.º

#### Clasificación por disciplinas (Top-10)
- 1985-1986:
  - Eslalon: 1.º
  - Eslalon Gigante: 7.º

#### Victorias en la Copa del Mundo (5)

##### Eslalon (5)
| Fecha                   | Lugar           |
| ----------------------- | --------------- |
| 1 de diciembre de 1985  | Sestriere       |
| 21 de diciembre de 1985 | Kranjska Gora   |
| 2 de febrero de 1986    | Wengen          |
| 25 de febrero de 1986   | Lillehammer     |
| 11 de marzo de 1986     | Heavenly Valley |